# Haukilampi (sjö i Kemijärvi, Lappland, Finland)
Haukilampi är en sjö i Finland. Den ligger i kommunen Kemijärvi i landskapet Lappland, i den norra delen av landet, 700 km norr om huvudstaden Helsingfors. Petäjäjärvi ligger 211,4 meter över havet. Den ligger vid sjön Enijärvi. Arean är 22,5 hektar och strandlinjen är 3,27 kilometer lång. Sjön  ingår i Kemi älvs huvudavrinningsområde. 